# Limitische Symbolik
Limitische Symbolik (von lat. limes „Grenze“) oder limitische Struktur sind Begriffe der Kultursoziologie und Ethnologie und bezeichnen Praktiken, mit denen sich eine Kultur (ein Volk, eine Gruppe, ein Clan) in der eigenen kollektiven Identität gegen Fremde abgrenzt und zugleich den inneren Zusammenhalt stärkt.
Darunter fallen Praktiken der Selbst- und Außendarstellung als Mittel der Grenzziehung zwischen dem Eigenen und dem Anderen wie zum Beispiel Tracht und Haartracht, Tätowierung, Körperbemalung und Schmuck, Bau- und Siedlungsformen, Flaggen und Inschriften, Grußformen, Tanz, Küche, Sprache, Heiratsverbote und in der Summe alles, was die eigene Lebenshaltung als eine in der Tendenz überlegene gegenüber der Kultur oder Nichtkultur der Anderen markiert. Die Mitglieder werden hierdurch selbst zu Trägern von Zeichen, die anstelle von oder zusätzlich zu Formen der territorialen Abgrenzung als "Grenzzeichen" fungieren.
Der Begriff wurde 1985 von Wilhelm E. Mühlmann in Verbindung mit dessen Konzept von der "Aufrüstung der limitischen Struktur" eingeführt und hat seither Eingang in zahlreiche weitere Arbeiten der Kultur- und Gesellschaftswissenschaften gefunden.